# Pëtr Berngardovič Struve

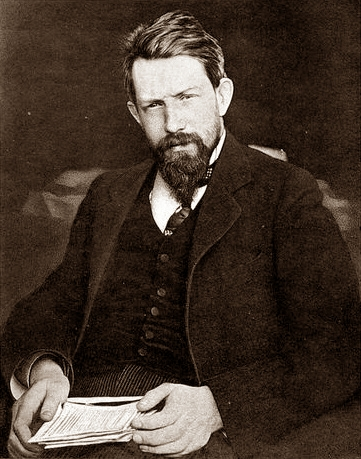
Pëtr Struve

Pëtr Berngardovič Struve (in russo Пётр Бернга́рдович Стру́ве?; Perm', 26 gennaio 1870 – Parigi, 26 febbraio 1944) è stato un economista, giurista e politico russo.

## Biografia

### Il marxista
Nipote dell'astronomo Friedrich Georg Wilhelm von Struve, Pëtr studiò scienze naturali all'Università di San Pietroburgo prima di passare alla facoltà di giurisprudenza nel 1890. In questo ambiente studentesco particolarmente stimolante il giovane Struve cominciò ad interessarsi alle opere di Karl Marx. Negli anni Novanta dell'Ottocento il giovane Struve si impose come il maggior rappresentante del "marxismo legale" russo, ovvero di quella corrente che promuoveva la realizzazione del socialismo con metodi legali.
Nel 1894 Struve diede le dimissioni dal suo posto al Ministero delle Finanze, e fu incarcerato per qualche mese.
Nel 1896 partecipò al congresso della Seconda Internazionale a Londra. Fu lui che redasse la parte relativa all'agricoltura della relazione della delegazione russa, che venne letta da Georgij Plechanov. 
Struve fu uno dei redattori delle prime riviste marxiste russe, come Novoje slovo ("La parola nuova") nel 1897 e Načalo ("L'inizio") nel 1899. 
Nel marzo 1898 partecipò al Congresso di Minsk, in cui fu fondato il Partito Operaio Socialdemocratico Russo (POSDR): proprio Struve redasse il manifesto del nuovo partito. 
Nel 1903 Struve fu arrestato per aver partecipato alla manifestazione della piazza di Kazan', ed esiliato a Tver', da dove fuggì clandestinamente all'estero, grazie all'aiuto di alcuni membri dello zemstvo locale. 
Nel 1905 il nuovo primo ministro, Sergej Witte, gli chiese di tornare in Russia.

### Il liberale

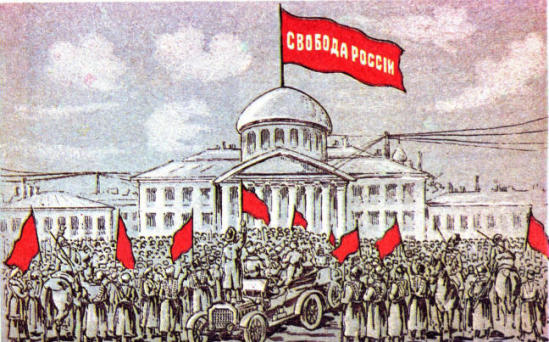
La Libertà della Russia, manifesto del Partito Costituzionale Democratico

Lo spostamento di Struve verso il liberalismo com'era concepito in Russia all'inizio del Novecento avvenne gradualmente. Struve credeva che la struttura dello Stato e della nazione affondassero le radici, in misura eguale, nell'unità politica e spirituale della nazione. Di fronte alla delusione subita per i risultati della rivoluzione russa del 1905, Struve nell'articolo «L'Intelligencija e la rivoluzione», apparso nella raccolta "Pietre miliari" del 1909, affermò che il ruolo degli intellettuali  non si deve ridurre a fare propaganda presso il popolo, ma che l'intelligencija deve impegnarsi anche nell'educare le persone a diventare elettori responsabili. Su influsso del suo amico filosofo Semën Frank, Struve a partire dagli anni Novanta dell'Ottocento cominciava già ad esprimere la sua libertà di pensiero ed il suo allontanamento dall'ortodossia marxista.
Dopo la rivoluzione del 1905, Struve divenne uno dei principali dirigenti del Partito Democratico Costituzionale (il cosiddetto "Partito dei Cadetti"). Rappresentò il Partito alla Duma del 1907. Nel 1915 rimproverò al Partito dei Cadetti l'opposizione radicale al governo in stato di guerra, perciò diede le dimissioni dal Comitato centrale del partito. 
In seguito alla Rivoluzione di Febbraio, che accolse con speranza, Struve fu accolto nella Accademia russa delle scienze. Tuttavia, comprese ben presto verso quale catastrofe stesse correndo la Russia. A partire dai primi giorni della Rivoluzione Struve decise di pubblicare un supplemento politico settimanale a Il pensiero russo dal titolo La libertà russa. In questo supplemento Struve denunciava le derive estremiste della Rivoluzione di Febbraio, derive che alla fine portarono alla rivoluzione bolscevica.
Dopo la guerra civile russa, P. B. Struve evolvette lentamente verso quello che poi definirà come un "social-liberalismo conservatore" o un "liberalismo conservatore di sinistra", mettendo l'accento sull'idea di Libertà come base necessaria al futuro politico e socioeconomico della Russia. A proposito dell'apparizione in campo politico del comunismo, del fascismo e più tardi del nazismo, Struve li metterà, sono sue parole, "nello stesso sacco", affermando che con queste ideologie i termini "destra" e "sinistra" non si possono più applicare. P. B. Struve vedeva che erano in corso dei processi tragici e che era inevitabile passare attraverso avvenimenti violenti. L'accordo di Monaco del 1938 secondo Struve era il segnale dell'avvicinarsi della Guerra. Nell'autunno 1943, poco prima di morire, scrisse una lettera al suo amico Semën Frank, con il quale aveva intrattenuto una corrispondenza quarantennale, in cui diceva di vedere, attraverso gli eventi che precipitavano, una prospettiva più chiara e positiva per il mondo e per la Russia in particolare.

### La guerra civile
Dopo la Rivoluzione d'ottobre, nel dicembre 1917, Struve lasciò Mosca per raggiungere l'Armata dei Volontari, una delle principali armate bianche. Tornò clandestinamente a Mosca nel marzo 1918, e qui partecipò all'organizzazione antibolscevica clandestina «il centro nazionale» e pubblicò vari libri e articoli, fra cui l'opera collettiva Из глубины ("De profundis"). Sentendosi minacciato, passò in Finlandia e di lì raggiunse Parigi, dove sedette nel «governo antibolscevico». Nel 1919 riguadagnò il sud della Russia, controllato dal generale Denikin e poi dal generale Wrangel, di cui divenne Ministro degli Esteri.

### L'esilio

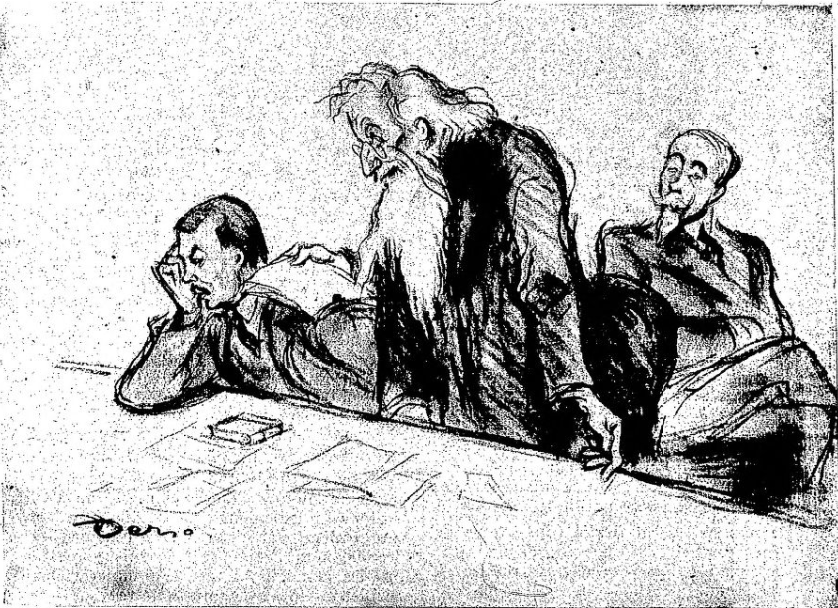
Congresso degli emigrati russi a Parigi nel 1926. Da sinistra a destra: Lev Urusov, Pëtr Struve e Michail Grabbe

Dopo la sconfitta di Wrangel davanti alle truppe bolsceviche nel novembre 1920 Struve fu evacuato verso la Bulgaria, dove tentò di rilanciare il suo giornale Il pensiero russo, che pubblicò a Sofia nel 1921, poi a Praga (1922-1923), a Berlino (1923–1926) e finalmente nel 1927 a Parigi. Ma poiché in questo periodo dedicava tutte le sue energie a un'altra delle sue creature, il giornale Vozrojdenia ("Rinascimento"), dovette decidersi a non occuparsi più della redazione de Il pensiero russo.
Contemporaneamente insegnava alla facoltà di diritto russo di Praga. 
Organizzato su iniziativa di Struve per unire i gruppi politici russi, il Congresso monarchico russo riunì rappresentanti della diaspora russa di ventisei paesi a Parigi all'Hôtel Majestic dal 4 all'11 aprile 1926. Il congresso che riuniva circa 400 delegati, era presieduto dallo stesso  Struve, da Aleksandr Trepov, Pëtr Krasnov, Nikolaj Markov, Sergej Oldenburg, Ivan Il'in e altre figure dell'emigrazione russa. Il Congresso votò un appello al granduca Nicola. 
Nel 1928 Struve si trasferì a Belgrado, dove gli fu offerta la cattedra di scienze umane all'istituto scientifico russo. Tenne dei corsi di sociologia tanto alla cattedra di Belgrado che a quella di Subotica. In questo periodo Struve abbandonò gradualmente l'attività politica; negli ultimi anni della sua vita lavorava su Il sistema della filosofia critica (il cui manoscritto è scomparso) e sulla Storia socioeconomica della Russia (il cui manoscritto, incompiuto, è stato pubblicato nel 1952). 
La Seconda Guerra mondiale sorprese Struve a Belgrado, dove subì i bombardamenti tedeschi. Nell'aprile del 1941 Struve fu arrestato dalla Gestapo con l'imputazione di essere «marxista» e trasferito nella prigione di Graz, in Austria. Fu finalmente liberato qualche mese più tardi. Nel 1942 tornò a Parigi, dove morì nel febbraio 1944. Al suo funerale padre Sergej Bulgakov, suo amico da molti anni, disse di lui: "La tua opera è compiuta; tu sei stato il crociato della libertà russa".
Pëtr Struve è sepolto nel cimitero russo di Sainte-Geneviève-des-Bois.